# Chactas iutensis
Espèce
Chactas iutensis est une espèce de scorpions de la famille des Chactidae.

## Distribution
Cette espèce est endémique de l'État de Mérida au Venezuela.

## Étymologie
Son nom d'espèce, composé de iute et du suffixe latin -ensis, « qui vit dans, qui habite », lui a été donné en référence au lieu de sa découverte, l'I.U.T.E. (Instituto Universitario Tecnológico de Ejido).

## Publication originale
- González-Sponga, 2008 : Biodiversidad de Venezuela. Descripción de dos nuevas especies del género tityus Koch, 1836 (Buthidae) y dos nuevas especies del genero Chactas Gervais, 1844 (Chactidae). Boletín de la Academia de Ciencia Físicas, Matemáticas y Naturales de Venezuela, vol. 68, no 1, p. 39-65.